# Familia Caradja

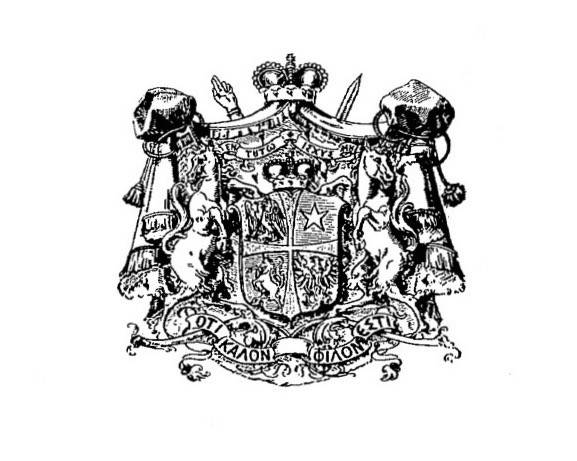
Stema familiei Caradja

Caradja, Karadja, Caragea (cunoscută și sub numele Caratzas/ Karatzas) (Καρατζάς), este numele unei familii nobile de origine greco-bizantină (fanariotă), ai cărei membri au ocupat de-a lungul timpului importante funcții în cadrul Imperiului Otoman. Familia s-a stabilit la sfârșitul secolului al XVI-lea în Principatele Dunărene, unde au avut doi reprezentanți pe tronul Munteniei.

## Originea
Familia Caradja este de origine bizantină, probabil din capitala Constantinopol. Primul membru al familiei este atestat istoric în opera Alexiada a Anei Comnena. În 1091 Argyros Karadja (sau Karatzas) este trimis în Dalmația de către Alexios I și numit duce de Durrës și duce de Philippopolis în 1094.  În anul 1453, legat de evenimentele care au precedat și au urmat cuceririi Constantinopolului, Eustache Karadja este menționat ca intermediar între patriarhul Gennadius II Scholarius și sultanul Mehmed al II-lea Fatih. În 1591 Constantin Caradja a fost numit mare postelnic în Moldova, fiind primul membru al familiei atestat istoric în principate. Începând cu această generație, arborele genealogic al familiei se poate reconstrui în totalitate. Nepotul lui Constantin, postelnicul Jean Karadja a fost prezent în Muntenia, unde a ctitorit mănăstirea Slobozia. Iar în Moldova a înalțat biserica Sfântul Sava din Iași în anul 1625.

## Ramuri
Cele două ramuri ale familiei coboară de la celălalt nepot al lui Constantin, numit tot Constantin (Kostas) Caradja, fiind și el mare postelnic în Moldova în 1653. Printre descendenții fiului acestuia, Dumitrașco Caradja, se găsește domnul Munteniei Nicolae Caradja (1782-1783). Această ramură s-a stins în linie bărbătească cu moartea în Grecia a principelui Georges Caradja în anul 1918. Ramura existentă în zilele noastre coboară din al doilea fiu al lui Dumitrașco, numit Georges Caradja. Primul născut, marele dragoman Scarlat (Charles) Caradja (1695-1780), a fost numit pe 26 septembrie 1774 principe onorific al Moldovei și Valachiei de către sultanul Abdul-Hamid I. Fratele lui Scarlat, Jean Caradja (1700-1793), a fost patriarh de Constantinopol (1761-1763), cunoscut sub numele de Joannicios III.
Nepotul lui Scarlat, domnul Munteniei (1812-1818) Ioan Gheorghe Caradja lasă doi fii (beizadè),
I. Georges și II. Constantin, din care coboară actuala familie din Germania. 
I. Nepotul beizadelei Georges Caradja căsătorit cu Smaragda Bibica Rosetti: Principele Aristide Caradja (1861-1955), academician român, naturalist (entomolog) de renume internațional, căsătorit cu Matilda Grecianu, fiica Profesorului Universitar Alexandru Grecianu (1828-1894) de la Iași.
Au avut cinci copii:
1. Principele Constantin Nicolas Caradja (1892-1961) căsătorit cu Catherine Kretzulescu (1893-1993) care au avut trei copii
  1. Principesa Irène Mathilde Catherine Caradja (1915-1940), căsătorită cu Constantin Emandi (†1940, la cutremur)
  2. Principesa Marie Constance Lucie Caradja (1916–1933)
  3. Principesa Alexandra (Tanda) Caradja (1920-1997)
2. Principesa Marguerite Marie Catherine Caradja (1893–1933), căsătorită cu Leon Sculy Logotheti
3. Principesa Lucie Caradja (1894–1950) căsătorită cu Carl Alfred Alioth, diplomat elvețian.
4. Principesa Marcelle Hélène Caradja (1896–1971), căsătorită cu principele Constantin Jean Lars Anthony Démetre Karadja (1889–1950)
5. Principele Alexandre Caradja (1900–1930)

II. Fiul beizadelei Constantin Caradja (1799–1860), ministru plenipotențiar, căsătorit cu Adèle Condo-Dandolo (1814–1890):
Principele Jean Constantin Alexandre Othon Karadja Pașa (1835–1894), ministru plenipotențiar, căsătorit cu Mary-Louise (1868–1943), fata comandorului L. O. Smith, senator suedez.
Au avut doi copii: 
1. Principele Constantin Jean Lars Anthony Démetre Karadja (1889–1950), consul general al României la Berlin, căsătorit cu principesa Marcelle Hélène Caradja (1896–1971), fiica principelui Aristide Caradja. Copiii :
  1. Principele Jean (Ion) Aristide Caradja/Karadja (1917–1993), căsătorit cu Minna Frieda Auguste Starke (1911–1992) și cu Georgeta Cătănescu (*1915) în a doua căsătorie
  2. Principesa Marie Marcelle Nadèje Karadja (1919-2006)
2. Principesa Despina Marie Roxane Alexandra Theodora Karadja (1892–1983)

## Membri importanți ai familiei
- Ioanichie al III-lea al Constantinopolului - patriarh ecumenic al Constantinopolului (în perioada 1761-1763)
- Grigorie Scarlat Caradja – mare dragoman al Imperiului Otoman  (din 1764 - până la moartea sa în 1765)
- Nicolae Caradja – mare dragoman al Imperiului Otoman (septembrie 1777 - ianuarie 1782) și domn al Munteniei (1782-1783);
- Ioan Gheorghe Caradja – mare dragoman al Imperiului Otoman și domn al Munteniei (1812-1818);
- Ralou Caradja (†1870) - protectoarea artelor și fondatoarea primului teatru bucureștean Cișmeaua Roșie; [6][7]
- Aristide Caradja (1861-1955) – naturalist (entomolog), jurist, membrul de onoare al Academiei Române;
- Constantin Karadja (1889-1950) – diplomat, jurist, istoric și bibliofil, membru de onoare al Academiei Române;
- Catherine Caradja, născută Ecaterina Olimpia